# Algueirão-Mem Martins
Algueirão-Mem Martins è una freguesia della municipalità di Sintra, in Portogallo con una superficie di 16 km² e 68 649 abitanti (2021), per una densità di 4 292 abitanti/km². È la più popolosa freguesia del Portogallo.
La freguesia è stata creata nel 1962 ed il villaggio è diventato vila nel 1988. 
I santi patroni sono San Giuseppe e la Madonna della Natività.